# Dionisio Puch
Dionisio Puch (Salta, 9 de octubre de 1804 - Lisboa, 17 de septiembre de 1873) fue un militar argentino, que participó en las guerras civiles argentinas y fue gobernador de la provincia de Salta en dos oportunidades.

## Biografía
Era hijo de Domingo Puch Izuleta y de Dorotea de la Vega Velarde de la Cámara, y hermano de Carmen Puch, la esposa del general Martín Miguel de Güemes, gobernador de la provincia de Salta y héroe de la Guerra Gaucha. Sus primeras actuaciones militares fueron al final de la Guerra Gaucha, a órdenes de su cuñado Güemes.
En 1825 participó junto a su hermano Manuel Puch en al revolución contra el gobernador Arenales; apoyó la política del gobernador José Ignacio Gorriti y formó parte de la división salteña en la Batalla de Oncativo, donde combatió a órdenes de su hermano Manuel Puch. Debió exiliarse en Perú en 1831, tras la caída de la Liga del Interior, llevando consigo a los hijos de Güemes.
Durante la década siguiente participó en varios intentos de invadir desde Bolivia las provincias de Salta y Jujuy junto a su hermano y a los hijos de Güemes, pero fracasó repetidamente.
En 1841, la provincia de Salta, que se había incorporado a la Coalición del Norte contra Juan Manuel de Rosas, había pasado a ser gobernada por Miguel Otero, un federal, que se mantuvo neutral en la guerra civil. Puch invadió entonces la provincia desde Bolivia y el 23 de febrero de 1841, al mando de la división salteña, derrotó a las fuerzas santiagueñas de Lorenzo Lugones en el Combate de La Fragua. La victoria obligó a Otero a abandonar la provincia durante algún tiempo, dejando en el gobierno a su ministro Gaspar López. En el mes de julio, la legislatura eligió gobernador a Dionisio Puch, con apoyo del general Lamadrid. Pero en cuanto Lamadrid abandonó la provincia, una reacción federal lo obligó a salir a campaña, mientras la capital era ocupada por Otero, que reasumió el gobierno.
Poco después, la Coalición unitaria fue derrotada en la Batalla de Famaillá. En su retirada hacia el norte, el general Juan Lavalle le ordenó fusilar a tres líderes federales. Puch envió dos de ellos al campamento de Lavalle, donde éste los fusiló. Poco después, sin esperar a Lavalle, emigró nuevamente a Bolivia.
Viajó a Europa, regresando a su país después de la caída de Rosas, y el Congreso de la Confederación Argentina lo reconoció como Guerrero de la Independencia, lo que le daba derecho a recibir el sueldo de coronel.
Se puso al frente del partido unitario salteño, de modo que quedó enfrentado con el gobernador Rudecindo Alvarado. Tras la renuncia de éste, su partido venció en elecciones al del gobernador interino José María Todd y asumió el gobierno de la provincia en octubre de 1856. Su gobierno no llegó a realizar obras de importancia, aunque logró impulsar la creación del "Club 20 de Febrero", que recién abriría sus puertas en mayo de 1858. Durante más de medio siglo, el Club 20 de Febrero sería la sede de las negociaciones de las clases altas, que acordarían pacíficamente el reparto de los cargos públicos entre sus miembros.
Por razones de salud delegó el gobierno el 6 de junio de 1857, y su renuncia fue aceptada pocos días más tarde, siendo sucedido por su sobrino Martín Güemes y Puch.
Permaneció en Salta algunos años más, y durante la década siguiente se trasladó a Europa, ejerciendo como representante de empresas colonizadoras argentinas.
Falleció en Lisboa, Portugal, en septiembre de 1873. Su cuerpo sería repatriado a la Argentina y traslado a Salta para su entierro.